# Campeonato Mundial de Ciclismo en Ruta de 1995
El Campeonato Mundial de Ciclismo en Ruta de 1995 tuvo lugar en Boyacá, Colombia donde el circuito estaba ubicado en Duitama y las pruebas de contrarreloj se llevaron a cabo entre  Paipa y Tunja terminado en la plaza de Bolívar, se desarrolló del 4 al 8 de octubre de 1995. Fue la última edición en la que tuvo lugar la prueba en ruta de la categoría amateur y que, en 1996, fue sustituida por las pruebas de categoría sub-23.

## Resultados
| Evento                     | Oro                           | Oro      | Plata                     | Plata     | Bronce                       | Bronce   |
| -------------------------- | ----------------------------- | -------- | ------------------------- | --------- | ---------------------------- | -------- |
| Pruebas masculinas         |                               |          |                           |           |                              |          |
| Hombres - carrera en línea | Abraham Olano · España        | 7h09'55" | Miguel Induráin · España  | + 0'35"   | Marco Pantani · Italia       | s.t.     |
| Hombres- contrarreloj      | Miguel Indurain · España      | 55'30"4  | Abraham Olano · España    | + 0'48"97 | Uwe Peschel · Alemania       | + 2'03"5 |
| Amateurs - Ruta            | Danny Nelissen · Países Bajos | 4h52'39" | Daniele Sgnaolin · Italia | + 0'13"   | Víctor Becerra · Colombia    | + 0'46"  |
| Pruebas femeninas          |                               |          |                           |           |                              |          |
| Mujeres - carrera en línea | Jeannie Longo Francia         | 2h37'45" | Catherine Marsal Francia  | + 0'38"   | Edita Pučinskaitė · Lituania | + 1'56"  |
| Mujeres - contrarreloj     | Jeannie Longo Francia         | 44'27"3  | Clara Hughes · Canadá     | + 1'11"4  | Kathryn Watt Australia       | + 1'25"  |